# Подлесное (Житомирская область)
Подлесное (укр. Підлісне) (до августа 1960 — Вольваховка (Вольваровка), с августа 1960 по июнь 1969 — Зелёная Поляна) — село на Украине, находится в Пулинском районе Житомирской области.
Код КОАТУУ — 1825484605. Население по переписи 2001 года составляет 73 человека. Почтовый индекс — 12000. Телефонный код — 4131. Занимает площадь 0,581 км².

## Адрес местного совета
12052, Житомирская область, Пулинский р-н, с. Стрыбеж, ул. Ленина, 25, тел.: 97-2-42